# KF Skënderbeu Korçë
A Skënderbeu Korçë albán labdarúgóklub, székhelye Korça városában található, nevét az ország történelmének legkiemelkedőbb személyiségétől, Kasztrióta György (Szkanderbég) albán fejedelemtől kölcsönözte. Jelenleg az albán első osztályban szerepel. Hazai mérkőzéseit a Skënderbeu stadionban rendezi.
A 2015/2016-os és a 2017/2018-as szezonokban a klub eljutott az Európa Liga csoportkörébe, amely albán csapatnak korábban még sohasem sikerült.

## Névváltozások
- 1909–1926: Vllazëria
- 1926–1946: KS Skënderbeu Korçë
- 1946–1949: KS Dinamo Korçë
- 1949–1950: KS Korçë
- 1950–1956: Puna Korçë

1956 óta jelenlegi nevén szerepel.

## Sikerei
- Albán labdarúgó-bajnokság (Kategoria Superiore)

- - Bajnok (8 alkalommal): 1933, 2011, 2012, 2013, 2014, 2015, 2016, 2018
  - Ezüstérmes (3 alkalommal): 1930, 1934, 1977
  - Bronzérmes (5 alkalommal): 1931, 1945, 1947, 1957, 2017

- Albán kupa (Kupa e Shqipërisë)
  - győztes (1 alkalommal): 2018
  - Ezüstérmes (5 alkalommal): 1958, 1965, 1976, 2012, 2017